# Do Piano
 (décembre 2012).
Si vous disposez d'ouvrages ou d'articles de référence ou si vous connaissez des sites web de qualité traitant du thème abordé ici, merci de compléter l'article en donnant les références utiles à sa vérifiabilité et en les liant à la section « Notes et références ».
Do Piano, dont le vrai nom reste inconnu (elle s'appellerait en réalité Daphné Hendricks),   est une chanteuse d'origine suisse de musique pop et de new wave qui s'est principalement illustrée au cours des années 80. Elle reste connue en France pour son single Again (notamment repris par Nadya Kidd).

## Biographie
Née en Suisse à Lausanne, elle fait ses études à Bruxelles, puis s'installe en France à Biarritz dans le Pays basque. Do Piano, artiste aux dons variés, choisit la musique comme médium d'expression artistique et entreprend d'écrire des chansons en anglais. C'est à cette époque qu'elle opte pour le pseudonyme à consonance latine de Do Piano. Elle est morte en France à Clermont-Ferrand le 06 février 2020 à l'âge de 57 ans.

## Discographie
Avec le concours de son frère, qui est compositeur, elle sort en 1985 son premier single, Again, qui rencontre un réel succès en France, un morceau partagé entre new wave et electro, interprété par une chanteuse dotée d'une voix profonde de contralto, faisant penser aussi bien à Q Lazzarus qu'à Propaganda. Elle sort en 1986 un second single dans la veine psychédélique, All the time.